# Stiedenvorwerk

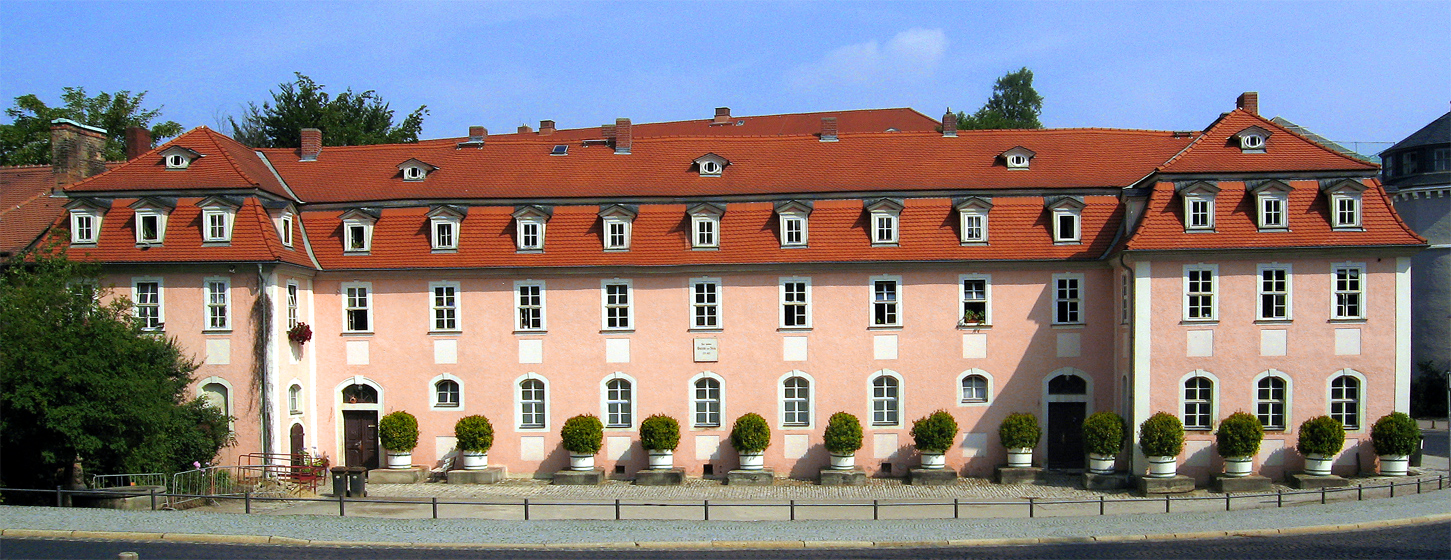
Haus der Frau von Stein auf dem ehemaligen Stiedenvorwerk

Das Stiedenvorwerk bezeichnet ein Wirtschaftsgebäude bzw. einen ehemaligen Gutshof in Weimar, in dessen Nachfolge von 1770 bis 1773 das nach Plänen Anton Georg Hauptmanns errichtete Haus der Frau von Stein mit der heutigen Anschrift Ackerwand 25–27 entstand. Das ursprünglich im Privateigentum befindliche Gebäude wurde 1612 von Herzogin Dorothea Maria von Sachsen-Weimar für 5600 fl. käuflich erworben. In südlicher und südwestlicher Richtung in der Nachbarschaft befanden sich bedeutende Obst- und Gemüsegärten, aus denen schließlich Teile vom Park an der Ilm wurden. Da diese Gärten wiederum neben den einheimischen von italienischen Gärtnern bewirtschaftet wurden, bürgerte sich hierfür der Name „Welscher Garten“ ein. Das Stiedenvorwerk wurde bereits 1607 erwähnt. Auf dem Grund des einstigen Stiedenvorwerks stehen die  Mal- und Zeichenschule mit den Hausnummern Seifengasse 14, 16 und 16a sowie Seifengasse 12.

## Wortherkunft
Das Wort „Stieden“ findet sich auch in Ortsbezeichnungen wie dem hessischen Stiedenrode, einem Ortsteil von Witzenhausen. Stieden bedeutet etwas wie „fest“ oder „beständig“. So findet es sich u. a. im Mittelhochdeutschen Wörterbuch. Siehe: „stæte , stæt adj., md. stête, stêde, stêt; steite, stiede= was steht u. besteht, fest, beständig, anhaltend. allgem. von pers. u. sachen z. b. stæter, stæteʒ, stæter wille Er. 1356. si muoʒ an stæte ræte gân Engelh. daʒ er daʒ alleʒ stæte lieʒ. Krist der ist dîn stæter turm Msh. 3,27a. einen stêten vride halten. ein stêter summer. hundert gulden stæteʒ (= êwigeʒ) gelt. stæteʒ wesen, fester wohnsitz. dô sprach der êren stæte.“ Auch Familiennamen gehen darauf zurück.

## Belege
1. ↑  Vorwerk. In: Johann Christoph Adelung: Grammatisch-kritisches Wörterbuch der hochdeutschen Mundart. Band 4, Dresden 1793, Sp. 1313 (woerterbuchnetz.de).
Vorwerk. In: J. G. Krünitz: Oeconomische Encyclopädie. 1773–1858 (kruenitz1.uni-trier.de).
2. ↑  Gottfried Albin de Wette: Kurzgefaßte LebensGeschichte der Herzoge zu Sachsen, welche vom Churfürst Johann Friedrich an, bis auf den Herzog Ernst August Constantin, zu Weimar regieret haben. Carl Ludolf Hoffmann, Weimar 1770, S. 226 (books.google.de).
3. ↑  Stiedenvorwerk. In: Gitta Günther, Wolfram Huschke, Walter Steiner (Hrsg.): Weimar. Lexikon zur Stadtgeschichte. Hermann Böhlaus Nachfolger, Weimar 1998, S. 434.
Wolfgang Huschke: Die Geschichte des Parkes von Weimar (= Thüringische Archivstudien. Hrsg. von Willy Flach). Weimar 1951, S. 25.
Hannelore Henze, Ilse-Sibylle Stapff: Streifzüge durch das alte Weimar. Weimar 2004, ISBN 3-86160-156-7, S. 48.
4. ↑  Wolfgang Huschke: Die Geschichte des Parkes von Weimar (= Thüringische Archivstudien. Hrsg. von Willy Flach). Weimar 1951, S. 25. Huschke nennt die beiden italienischen Gärtner Orlandi und Juliani.
5. ↑  laut dem Weimar. Lexikon zur Stadtgeschichte
6. ↑  Vorwerke. In: Gitta Günther, Wolfram Huschke, Walter Steiner (Hrsg.): Weimar. Lexikon zur Stadtgeschichte. Hermann Böhlaus Nachfolger, Weimar 1998, S. 474.
7. ↑  Rainer Müller: Kulturdenkmale in Thüringen: Stadt Weimar, Bd. 4.1.: Altstadt, E. Reinhold Verlag, Erfurt 2009, S. 487 f.
8. ↑  Stiedenrode, Werra-Meißner-Kreis. Historisches Ortslexikon für Hessen.  In: Landesgeschichtliches Informationssystem Hessen (LAGIS).
9. ↑  Staten bis stat-grabe. In: Matthias Lexer: Mittelhochdeutsches Handwörterbuch. Band 2: N–U.  Sp. 1147–1148 (woerterbuchnetz.de).
10. ↑  Stæte bis stæte-haft. In: Matthias Lexer: Mittelhochdeutsches Handwörterbuch. Band 2: N–U. Sp. 1145–1147 (woerterbuchnetz.de).

Koordinaten: 50° 58′ 40,2″ N, 11° 19′ 54,7″ O